# Muntiacus crinifrons
O muntíaco-de-crina, também chamado de muntíaco-negro (Muntiacus crinifrons), é um cervídeo encontrado no sudeste da China (Zhejiang, Anhui, Jiangxi e Fujian). 
Seu porte é similar ao do muntíaco-comum. 
Armadilhas fotográficas revelaram a sua presença em áreas nas quais pressupunha-se sua total extinção, como na reserva florestal Nacional de Wuyanling.
Estudos a seu respeito são difíceis, devido ao fato de que o artiodátilo é extremamente arisco. Acredita-se a população atual, infelizmente, não ultrapasse 7000 indivíduos.